# 松本潤
松本潤（日语：／ Matsumoto Jun，1983年8月30日—），暱稱松潤（日语： Matsu Jun），日本男演員、歌手、藝人，偶像團體『嵐』的成員，在團體中代表顏色為紫色。現時團體活動隸屬株式會社嵐，個人事務所是MJC Inc。

## 生平
松本潤出生於出生於東京都豐島區，有名大兩歲的姐姐。兒童時期學習游泳、棒球和習字，中學時期參與足球運動，畢業於東京的堀越高等學校。
1996年進入傑尼斯事務所後，1997年於《保険調査員 しがらみ太郎の事件簿》中飾演配角並首次出演電視劇。2001年，主演日本電視台電視劇《金田一少年之事件簿》擔任第二代金田一一。2002年，出演電視劇《極道鮮師》，與女演員仲間由紀惠一同在日本國內揚名。
2003年，主演了TBS電視台電視劇《寵物情人》中與小雪和石原聰美合作，提高了知名度，並在日本獲得了很高的人氣。2004年，出演了根據江國香織小說《東京鐵塔》改編的同名電影，並於2005年1月上映。
2005年，2007年和2008年期間於《花樣男子》系列中飾演男主角「道明寺司」，知名度和人氣更進一步上升。2007年，因主演《料理新鮮人》而成為話題，同年首部主演電影《妹妹戀人》上映。
2008年，主演了24小時電視2小時特別電視劇《我要當爸爸的腳》。2009年，主演電視劇《Smile》。2010年，主演電視劇《彩虹閃耀夏之戀》。
2014年，和石原聰美、水原希子合作主演《失戀巧克力職人》。
2016年，與香川照之，榮倉奈奈（首季），2018年，與木村文乃（第二季）合作主演了TBS電視劇《99.9 不可能的翻案》，獲得了多個獎項，其中第二季全話平均收視率17.6%，最終話平均收視率21.0%，創下了2018年日本本地電視劇最高收視紀錄；該作後來於2021年12月底推出了特別篇和電影版《99.9 不可能的翻案 THE MOVIE》。

## 個人生活
喜歡做料理，主菜是義大利麵、提拉米蘇及其他義大利菜，喜歡吃壽司和蕎麥麵，還喜歡飲咖啡。
非常喜歡看漫畫，《海賊王》從連載初期就一直在看。
2008年與百事合作成為熟知的Pepsi Nex新廣告人物。2010年至2013年成為KOSE「Fasio」的廣告人物。
堀越高等學校同級生有松田龍平、中村七之助、平山綾和水川麻美。
在《嵐的大挑戰》透露於小學二年級曾發生交通意外（被小貨車拖行近20米）而差點死亡，右腳掌因捲入車輪所以留下疤痕。
曾在《VS嵐》談及自己的偶像是效力神戶勝利船的西班牙足球運動員伊涅斯塔，該製作組因而聯絡伊涅斯塔，並送贈親筆簽名球衣予松本。

## 戲劇作品

### 電視劇
| 年份   | 日期                | 劇集名稱(日文)                                                  | 劇集名稱(中文)                                                 | 角色             | 電視台     | 備註                          |
| ------ | ------------------- | --------------------------------------------------------------- | -------------------------------------------------------------- | ---------------- | ---------- | ----------------------------- |
| 1997   | 4月28日             | 保険調査員 しがらみ太郎の事件簿 第3作「讃岐人事件」             | 《保険調査員 しがらみ太郎の事件簿》                            | 米田俊一         | TBS        |                               |
| 1997   | 10月11日            | もうひとつの心臓                                                | もうひとつの心臓                                               | 北村徹           | NHK        |                               |
| 1997   | 10月18日 - 12月20日 | ぼくらの勇気 未満都市                                           | 《我們的勇氣 未滿都市》                                        | 江口杜生（モリ） | 日本電視台 |                               |
| 1998   | 10月4日             | BOYS BE…Jr. 「白熱!戀愛したい症候群」                           | 《BOYS BE…Jr. 「白熱!戀愛したい症候群」》                      | ユウ             | 日本電視台 | 主演                          |
| 1998   | 10月7日 - 12月23日  | 必要のない人                                                    | 必要のない人                                                   | 大野拓           | NHK        |                               |
| 1999   | 1月17日             | 熱血戀愛道 第2話 「case2:獅子座のA型BOY」                       | 《熱血戀愛道 第2話 「case2:獅子座のA型BOY」》                  | 二階堂烈         | 日本電視台 | 主演                          |
| 1999   | 3月21日             | 熱血戀愛道 第11話「case11:雙子座のB型BOY」                      | 《熱血戀愛道 第11話「case11:雙子座のB型BOY」》                 | 福永孝介         | 日本電視台 | 主演                          |
| 1999   | 9月11日             | 怖い日曜日 最終回 「古著屋」                                    | 《怖い日曜日 最終回 「古著屋」》                               | S                | 日本電視台 |                               |
| 1999   | 10月11日 - 月29日   | Vの嵐                                                           | 《V之嵐》                                                      | 松本潤（本人）   | 富士電視台 |                               |
| 2000   | 12月10日            | 史上最悪のデート                                                | 《史上最惡約會》                                               | ユウスケ         | 日本電視台 | the 2nd Dates                 |
| 2001   | 3月14日             | 向井荒太の動物日記〜愛犬ロシナンテの災難〜                      | 《向井荒太的動物日記～愛犬羅西南蒂的災難～》                   | 金田一一         | 日本電視台 | 最終話（客串）                |
| 2001   | 3月25日             | 金田一少年の事件簿 魔術列車殺人事件                             | 《金田一少年之事件簿 魔術列車殺人事件》                        | 金田一一         | 日本電視台 | 單元劇                        |
| 2001   | 7月14日 - 9月15日   | 金田一少年之事件簿                                              | 《金田一少年之事件簿》                                         | 金田一一         | 日本電視台 | 主演                          |
| 2002   | 4月17日 - 7月3日    | ごくせん                                                        | 《極道鮮師》                                                   | 澤田慎           | 日本電視台 |                               |
| 2002   | 12月29日            | ごくせんリターンズ〜総集編&師走のヤンクミスペシャル〜           | 《極道鮮師 特別篇》                                            | 澤田慎           | 日本電視台 | 單元劇                        |
| 2003   | 3月15日             | よい子の味方～新米保育士物語～                                  | 《熱血小教師》                                                 | 澤田慎           | 日本電視台 | 最終話（客串）                |
| 2003   | 3月26日             | ごくせんスペシャル さよなら3年D組～ヤンクミ涙の卒業式           | 《極道鮮師 特別篇》                                            | 澤田慎           | 日本電視台 | 單元劇                        |
| 2003   | 4月16日 - 6月18日   | きみはペット                                                    | 《寵物情人》                                                   | 合田武志（モモ） | TBS        |                               |
| 2005   | 6月29日             | 《プロポーズ 世界で一番しあわせな言葉 エピソード 1 火消しの戀》 | 《プロポーズ 世界で一番しあわせな言葉エピソード 1 火消しの戀》 | 佐藤浩介         | 日本電視台 | 單元劇                        |
| 2005   | 10月21日 - 12月9日  | 花より男子                                                      | 《花樣男子 (2005年電視劇)》                                    | 道明寺司         | TBS        | 二番                          |
| 2006   | 3月28日             | 世にも奇妙な物語 15周年の特別編 [イマキヨさん]                  | 世界奇妙物語 15周年之特別編 [今清大叔]                         | 高田和夫         | 富士電視台 | 單元劇                        |
| 2007   | 1月5日～3月6日      | 花より男子2                                                     | 《花樣男子 (2007年電視劇)》                                    | 道明寺司         | TBS        | 二番                          |
| 2007   | 4月18日 - 6月27日   | バンビ～ノ!                                                     | 《料理新鮮人》                                                 | 伴省吾           | 日本電視台 | 主演                          |
| 2008   | 8月30日             | SP - みゅうの足パパにあげる                                     | 《我要當爸爸的腳》                                             | 山口隼人         | 日本電視台 | 單元劇                        |
| 2009   | 4月17日 - 6月26日   | スマイル                                                        | 《Smile》                                                      | 早川ビト         | TBS        | 主演                          |
| 2009   | 10月23日 - 11月13日 | 0號室の客「憧れの男」 第2話                                     | 《0號室の客「憧れの男」 第2話》                                | 本人役           | 富士電視台 | 寫真のみ、特別出演            |
| 2010   | 1月9日              | 最後の約束                                                      | 《最後的約定》                                                 | 後藤望           | 富士電視台 | 單元劇                        |
| 2010   | 4月9日～4月11日     | わが家の歴史                                                    | 《我家的歷史》                                                 | 八女義男         | 富士電視台 | 單元劇                        |
| 2010   | 6月12日             | 怪物くん                                                        | 《怪物小王子》                                                 | 怪物くんの執事   | 日本電視台 | 最終話（客串）                |
| 2010   | 7月19日 - 9月20日   | 夏の戀は虹色に輝く                                              | 《彩虹閃耀夏之戀》                                             | 楠大雅           | 富士電視台 | 主演                          |
| 2011年 | 2月4日、11日        | バーテンダー                                                    | 《王牌酒保》                                                   | 本人             | 朝日電視台 | 寫真のみ、ノンクレジット      |
| 2012年 | 1月3日              | もう誘拐なんてしない                                            | 《再也不誘拐了》                                               | 時多駿太郎 役    | 富士電視台 | 友情出演                      |
| 2012   | 1月16日 - 3月19日   | ラッキーセブン                                                  | 《幸運7人組》                                                  | 時多駿太郎       | 富士電視台 | 主演                          |
| 2013   | 9月23日             | はじまりの歌                                                    | 《開始之歌》                                                   | 中原航           | NHK        | 單元劇                        |
| 2014   | 1月13日             | 失恋ショコラティエ                                              | 《失戀巧克力師》                                               | 小動爽太         | 富士電視台 | 主演                          |
| 2016   | 4月17日 - 6月19日   | 99.9 -刑事専門弁護士- Season I                                  | 《99.9 -刑事專門律師- Season I》                               | 深山大翔         | TBS        | 主演                          |
| 2017   | 7月21日             | ぼくらの勇気 未満都市2017                                       | 《我們的勇氣 未滿都市 2017》                                   | 江口杜生（モリ） | 日本電視台 | 電視劇SP                      |
| 2018   | 1月14日～3月18日    | 99.9 -刑事専門弁護士- Season II                                 | 《99.9 -刑事專門律師- Season II》                              | 深山大翔         | TBS        | 主演                          |
| 2018   | 4月17日             | 花のち晴れ〜花男 Next Season〜                                  | 《花過天晴～花樣男子 Next Season～》                           | 道明寺司         | TBS        | （友情出演）                  |
| 2019   | 7月15日             | 永遠のニシパ 〜北海道と名付けた男 松浦武四郎〜                  | 《永遠的長老：賦與北海道之名的男人 松浦武四郎》                | 松浦武四郎       | NHK        | 北海道150年記念特備單元劇主演 |
| 2022   | 1月20日 - 3月31日   | となりのチカラ                                                  | 《隔壁的阿力》                                                 | 中越力           | 朝日電視台 | 主演                          |
| 2023   | 1月8日 - 12月17日   | どうする家康                                                    | 《怎麼辦家康》                                                 | 德川家康         | NHK大河劇  | 主演（第62部NHK大河劇）       |
| 2025   | 7月13日 -           | 19番目のカルテ                                                  | 《第19號病歷表》                                               | 徳重晃           | TBS        | 主演                          |

### 電影
| 年份 | 作品名稱                                 | 角色       | 電影公司               | 備註                       |
| ---- | ---------------------------------------- | ---------- | ---------------------- | -------------------------- |
| 1998 | 《新宿少年偵探團》                       | 神崎謙太郎 | 松竹                   | 主演                       |
| 2002 | 《ピカ☆ンチ LIFE IS HARDだけどHAPPY》    | 二葉廉太郎 | J Storm                |                            |
| 2004 | 《ピカ☆☆ンチ LIFE IS HARDだからHAPPY》   | 二葉廉太郎 | J Storm                |                            |
| 2005 | 《東京鐵塔》                             | 大原耕二   | 東映                   |                            |
| 2007 | 《妹妹戀人》                             | 結城頼     | 東芝エンタテインメント | 主演                       |
| 2007 | 《黃色眼淚》                             | 勝間田祐二 | J Storm                |                            |
| 2008 | 《暗堡裡的三惡人》                       | 武蔵       | 東寶                   | 主演                       |
| 2008 | 《花樣男子F》                            | 道明寺司   | 東映                   | 主演                       |
| 2013 | 《向陽處的她》                           | 奧田浩介   | 東寶                   | 主演                       |
| 2014 | 《ピカ☆★☆ンチ LIFE IS HARD たぶんHAPPY》 | 二葉廉太郎 | J Storm                | 為2004年ピカ☆☆ンチ電影續集 |
| 2017 | 《愛，不由自主》                         | 葉山貴司   | 東寶                   | 主演                       |
| 2021 | 《99.9 -刑事專門律師-THE MOVIE》         | 深山大翔   | 松竹 TBS               | 主演                       |

## 得獎紀錄
| 年份 | 大賞名稱                                         | 獎項                 | 作品                        |
| ---- | ------------------------------------------------ | -------------------- | --------------------------- |
| 2002 | 第33回日劇學院賞                                 | 最佳男配角           | 極道鮮師                    |
| 2005 | 第47回日劇學院賞                                 | 最佳男配角           | 花樣男子                    |
| 2005 | 第2回TVnavi日劇年度大賞2005                      | 最優秀助演男優賞     | 花樣男子                    |
| 2007 | 第10回日刊體育日劇大賞                           | 助演男優賞           | 花樣男子2（Returns）        |
| 2007 | 第53回日劇學院賞                                 | 最佳男主角           | 料理新鮮人                  |
| 2008 | 第3回 GQ Men of the Year2008                     | GQが選ぶ今年輝いた男 | -                           |
| 2010 | VOCE BEST COSMETICS AWARDS 2010                  | 特別賞               | -                           |
| 2012 | 第72回日劇學院賞                                 | 最佳男主角           | 幸運7人組                   |
| 2014 | 第80回日劇學院賞                                 | 最佳男主角           | 失戀巧克力師                |
| 2014 | 第17回日刊體育日劇大賞                           | 主演男優賞           | 失戀巧克力師                |
| 2014 | 第25回國際寶飾展日本ジュエリーベストドレッサー賞 | 特別賞               | -                           |
| 2017 | 第21回日刊體育日劇大賞                           | 主演男優賞           | 99.9 -刑事專門律師-SEASONII |
| 2018 | 第96回日劇學院賞                                 | 最佳男主角           | 99.9 -刑事專門律師-SEASONII |
| 2018 | 第28回TV LIFE年度日劇大賞                        | 主演男優賞           | 99.9 -刑事專門律師-SEASONII |

## 電視節目
- ミンナのテレビ（2005年4月13日 - 2005年9月28日、日本電視台）
- 歌笑hot hit 10（2005年10月16日 - 2007年1月21日、日本電視台）
- ウタワラ（2006年4月16日 - 2007年1月28日、日本電視台）
- 我們的時代「松本潤×行定勳×野田洋次郎」（2017年10月1日，富士電視台）

### 嵐時期
- ガキバラ帝國2000!（2000年4月15日 - 12月16日、TBS系）
  - ガキバラ!（2001年1月15日 - 3月10日、TBS系）
- USO!JAPAN（2001年4月14日 - 2003年9月13日、TBS系）
- 真夜中の嵐（日语：真夜中の嵐）（2001年3月25日 - 2002年6月26日、日本電視系）
- 嵐のなりきりバラエティー犬のキモチになってみましたワン!（2002年1月4日、富士電視）
  - 嵐の犬のキモチになってみましたワンワン!（2002年7月21日、富士電視）
- Cの嵐（日语：Cの嵐!）（2002年7月3日 - 2003年6月25日、日本電視系）
- なまあらし LIVESTORM（日语：なまあらし LIVESTORM）（2002年10月5日 - 2004年3月27日、富士電視）
- Dの嵐（日语：Dの嵐!）（2003年7月02日 - 2005年09月28日、日本電視）
- 探検!ホムンクルス〜脳と體のミステリー〜（2003年10月11日 - 2004年9月18日、TBS系）
- 澳洲大陸縱斷!激鬥3000公裡 ウルトラストロングゲーム（2005年3月30日）
- バニラ気分!（2005.04.09 - 、富士電視）
- Gの嵐（日语：Gの嵐!）（2005年10月5日 - 2006年9月27日、日本電視）
- 嵐の宿題くん（日语：嵐の宿題くん）（2006年10月2日 - 2010年3月22、日本電視）
- GRA（2007年10月20日 - 2008年03月29日）
- 秘密嵐！（2008年4月10日 - 2013年3月21日）
- VS嵐（2008年4月12日 - 2020年12月24日）
- 嵐的大挑戰 (2010年4月24日 - 2020年12月26日)

## 廣播節目
- LF嵐の金曜日（1999年11月）
- TOKYO FM嵐音（2000年4月 - 2002年9月30日）
- LF嵐のallnightnippon.com（2001年8月10日）
- 『JUN STYLE（日语：EXCITING SATURDAY (NACK5)）』（2002年10月5日- 2011年9月24日）
- 『松本潤の回想録』TOKYO FM 特別番組 メインパーソナリティー（2017年10月6日、10月13日、10月20日、TOKYO FM/JFN）[6]

## 出版品

### 書籍
- 『妹妹戀人』官方寫真集（小學館、2006年12月16日、ISBN 978-4-09-363709-1）

### 雜志連載
- 『Road Show』「松本潤的CINEMA SIDEWALK」（集英社，2005年8月號 -）
- 『Telepalf』「The，松潤!」（小學館，2007年1月號 - 4月號）
- 『周刊The Television』（KADOKAWA）
  - 「Bambi〜No」（2007年18號 - 26號）
  - 「松本潤的7色調查FILE」（2011年12月號 - 2012年2月號）
- 『an an』（MAGAZINE HOUSE，2007年2月 - 2012年，2014年1月 - 2019年）封面
- 『Can Cam』（小學館，2007年7月號 - 2008年6月號，2010年5月號 -）
- 『TV LIFE』「夏潤模式」（One Publishing，2010年15號 - 20號）
- 『ROLa』（新潮社，2013年9月號 - 2014年1月號）封面

## 舞台
- Stand by Me（1997年7月26日·27日、大阪電視劇城 / 8月8日 - 21日、東京藝術中心）- テディ
- WEST IDESTORY（2004年12月4日 - 2005年1月9日）- ベルナルド
- 白夜女騎士（2006年5月7日 - 30日）- 主演・空飛びサスケ（ヒト）
- あゝ、荒野（2011年10月29日 - 11月6日、彩之國埼玉藝術劇場 / 11月13日 - 12月2日、青山劇場） - 主演・新宿新次
- 正三角関係（2024年7月11日 - 8月25日、東京芸術劇場 プレイハウス / 9月5日 - 11日、J:COM 北九州芸術劇場 大ホール / 9月19日 - 10月10日、SkyシアターMBS / 10月31日 - 11月2日、サドラーズウェルズ劇場）- 主演・唐松富太郎

## 其它宣傳
- 第80屆全國高中棒球錦標賽季前賽（1998年8月6日）
- 東京灣大華火節（1998年8月8日）
- 第17屆金曲獎頒獎典禮（2006年6月10日）
- 觀光立國導航儀（2010年4月8日）
- 廣告澀谷站傑克:東急田園都市線澀谷站 康科斯B2樓 玄阪快樂滑板（2019年11月4日 - 10日）
- 讀賣新聞壁報: 讀賣新聞早報（2019年11月9日）

## 外部連結
- 松本潤的Instagram帳戶
- 松本潤在互联网电影资料库（IMDb）上的資料（英文）
- 松本潤個人官方網站